# Bielefeldkomplottet
Bielefeldkomplottet (tysk: Bielefeldverschwörung eller Bielefeld-Verschwörung) er en satire på konspirationsteorier, der stammer fra 1993 på et tysk Usenet, som påstår at byen Bielefeld i Tyskland ikke eksisterer, men i stedet er et produkt af propaganda fra forskellige kanter. Det var oprindeligt et internetfænomen, men komplottet er siden blevet repræsenteret i byens marketing, og den er blevet refereret til af Angela Merkel.